# Jiří Reitman
Jiří Reitman (Reitmann) (21. června 1905 Smíchov – 4. ledna 1945) byl československý sportovní plavec a pólista židovského původu, účastník olympijských her 1924.
Pocházel z židovské rodiny původem z Hoješína na Chotěbořsku. Závodnímu plavání a vodnímu pólu se věnoval od roku 1921 v pražském plaveckém klubu ČPK Praha. Jako pólista hrál v útoku, převážně na pozici centra. V roce 1924 byl členem československého pólového družstva, které startovalo na olympijských hrách v Paříži. Aktivní sportovní kariéru ukončil v roce 1934.
V roce 1941 byl v době okupovaného Československa deportován do koncentračního tábora v Terezíně a v roce 1944 do koncentračního tábora v Osvětimi. V Osvětimi počátkem ledna 1945 zemřel.

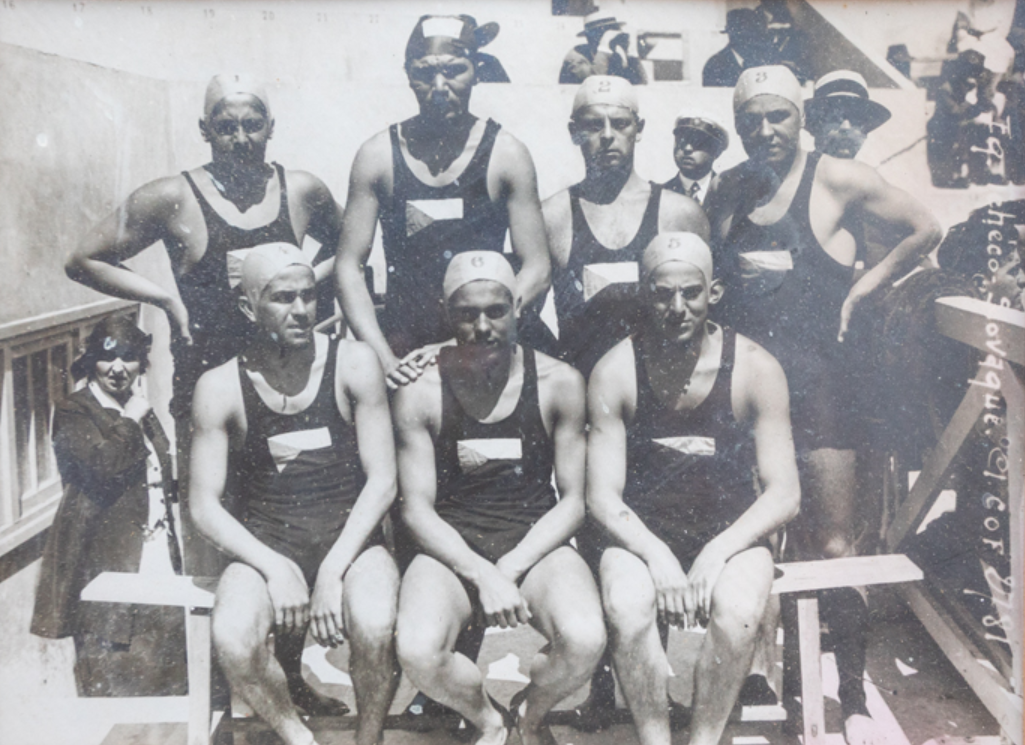
Československý olympijský tým ve vodním pólu na LOH 1924, Jiří Reitman stojí první zleva
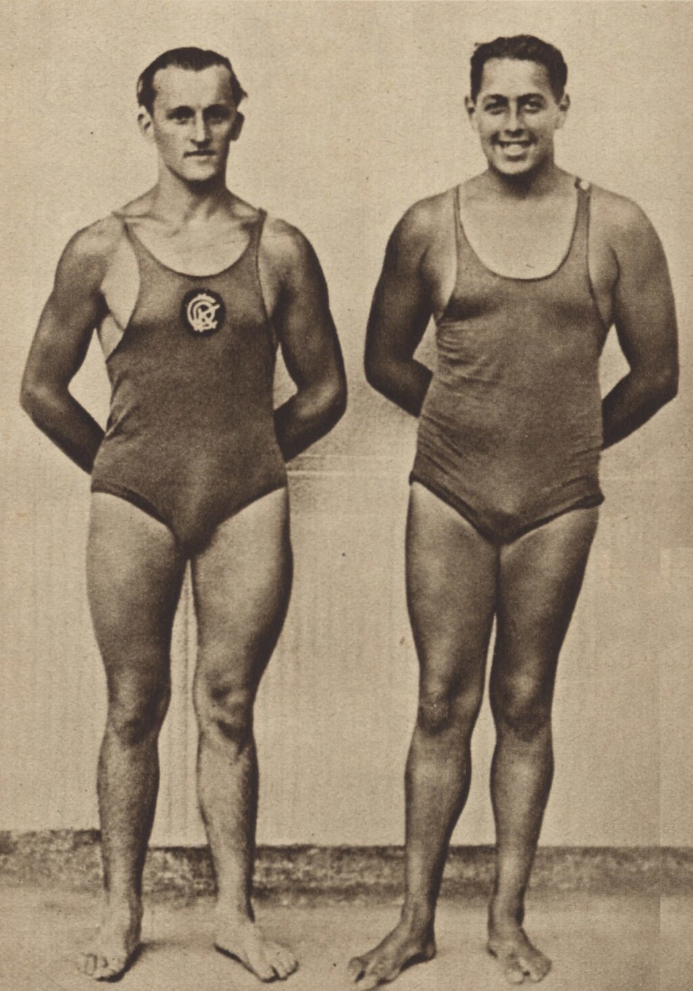
Václav Antoš a Jiří Reitman, dvě opory ČPK Praha v roce 1927